# Памятник Марине Цветаевой (Москва)
Памятник Марине Цветаевой — памятник в Москве в Борисоглебском переулке, открытый в 2007 году. Авторы монумента — скульптор Н. А. Матвеева, архитекторы С. П. Бурицкий, А. С. Дубовский. Памятник относится к категории «городская скульптура».

## История
Установить в Москве памятник русской поэтессе Марине Цветаевой планировалось ещё в начале 1990-х годов — к 100-летию со дня её рождения. В 1992 году был проведён конкурс, а в 1993 году было объявлено, что первое место занял проект скульптора Нины Матвеевой. Однако возникли проблемы с финансированием, а найти спонсоров не удавалось. На планируемом месте установки памятника вскоре образовалась стройплощадка.
Памятник был отлит в бронзе только в 2007 году. Его установку приурочили к 115-летию поэтессы. Торжественная церемония открытия состоялась 26 декабря 2007 года. Присутствовали первый заместитель мэра в правительстве Москвы Людмила Швецова, заместитель министра культуры и массовых коммуникаций Российской Федерации Андрей Бусыгин, председатель Союза писателей России Валерий Ганичев.
Памятник стоит возле дома-музея Марины Цветаевой. В этом доме она жила в 1914—1922 годах, после чего уехала с семьёй в эмиграцию.
Соавтор памятника Марине Цветаевой в Тарусе Борис Мессерер так отзывался о работе Матвеевой: «Он очень изящный, он скромный, абсолютно не похожий на памятник. Он очень благородный и создает архитектурный ансамбль очень камерный».